# Enes Sağlık
Enes Sağlık (ur. 8 lipca 1991 w Verviers) – belgijski piłkarz tureckiego pochodzenia grający na pozycji środkowego pomocnika. W sezonie 2021/2022 jest zawodnikiem Menemensporu.

## Kariera juniorska
Sağlık jako junior grał dla FC Wegnez, CS Visé oraz dla KAS Eupen (do 2009).

## Kariera seniorska

### KAS Eupen
Sağlık trafił do seniorskiej drużyny KAS Eupen 1 lipca 2009 roku. Zadebiutował on dla tego klubu 19 sierpnia 2009 roku w meczu z RFC Tournai (2:2). Pierwszą bramkę zawodnik ten zdobył 23 maja 2010 roku w wygranym 2:1 spotkaniu przeciwko RAEC Mons. Łącznie dla KAS Eupen Belg rozegrał 92 mecze, strzelając 11 goli.

### KSC Lokeren
Sağlık przeniósł się do KSC Lokeren 1 lipca 2012 roku. Debiut dla tego zespołu zaliczył on 28 lipca 2012 roku w wygranym 2:4 spotkaniu przeciwko Beerschot AC. Premierowego gola piłkarz ten strzelił 31 października 2012 roku w meczu z Waasland-Beveren (wyg. 2:0). Ostatecznie w barwach KSC Lokeren Belg wystąpił w 39 spotkaniach, zdobywając jedną bramkę.

### Royal Charleroi
Sağlık przeszedł do Royal Charleroi 1 stycznia 2014 roku. Zadebiutował on dla tego klubu 17 dni później w meczu z Oud-Heverlee Leuven. Pierwszą bramkę zawodnik ten zdobył 8 lutego 2014 roku w przegranym 3:1 spotkaniu przeciwko swojemu byłemu klubowi – KSC Lokeren. Łącznie dla Royal Charleroi Belg rozegrał 118 meczów, strzelająć 9 goli.

### AFC Tubize
Sağlıka wypożyczono do AFC Tubize 31 stycznia 2019 roku. Debiut dla tego zespołu zaliczył on 3 lutego 2019 roku w meczu z Beerschot AC (przeg. 1:3). Ostatecznie w barwach AFC Tubize Belg wystąpił w 6 spotkaniach, nie zdobywając żadnej bramki.

### Royal Excel Mouscron
Sağlık podpisał kontrakt z Royal Excel Mouscron 28 stycznia 2020 roku. Zadebiutował on dla tego klubu 8 sierpnia 2020 roku w zremisowanym 1:1 spotkaniu przeciwko Royal Antwerp FC. Łącznie dla Royal Excel Mouscron Belg rozegrał 2 mecze, nie strzelając żadnego gola.

## Kariera reprezentacyjna
| Mecze i gole w reprezentacji | Mecze i gole w reprezentacji | Mecze i gole w reprezentacji | Mecze i gole w reprezentacji | Mecze i gole w reprezentacji | Mecze i gole w reprezentacji | Mecze i gole w reprezentacji | Mecze i gole w reprezentacji |
| Belgia U-19                  | Belgia U-19                  | Belgia U-19                  | Belgia U-19                  | Belgia U-19                  | Belgia U-19                  | Belgia U-19                  | Belgia U-19                  |
| Lp.                          | Data                         | Miejsce                      | Gospodarz                    | Gość                         | Wynik                        | Gol                          | Rozgrywki                    |
| ---------------------------- | ---------------------------- | ---------------------------- | ---------------------------- | ---------------------------- | ---------------------------- | ---------------------------- | ---------------------------- |
| 1.                           | 02.03.2010                   | Eupen                        | Belgia U-19                  | Dania U-19                   | 1:3                          |                              | Mecz towarzyski              |
| 2.                           | 04.03.2010                   | Verviers                     | Belgia U-19                  | Dania U-19                   | 2:0                          |                              | Mecz towarzyski              |
| Belgia U-21                  |                              |                              |                              |                              |                              |                              |                              |
| Lp.                          | Data                         | Miejsce                      | Gospodarz                    | Gość                         | Wynik                        | Gol                          | Rozgrywki                    |
| 1.                           | 24.03.2011                   | Deinze                       | Belgia U-21                  | Szkocja U-21                 | 1:0                          |                              | Mecz towarzyski              |
| 2.                           | 28.03.2011                   | Beringen                     | Belgia U-21                  | Grecja U-21                  | 0:1                          |                              | Mecz towarzyski              |

## Sukcesy
Sukcesy w karierze klubowej:
- Puchar Belgii – 1x, z KSC Lokeren, sezon 2014
- Superpuchar Belgii – 1x, z KSC Lokeren, sezon 2012/2013
- Eerste klasse B – 1x, z KAS Eupen, sezon 2011/2012